# گئورگی تیبیلوف
گئورگی تیبیلوف (به روسی: Георгий Тибилов، آوانگاری: زادهٔ ۲۵ آوریل ۲۰۰۰) یک کشتی‌گیر فرنگی‌کار اهل کشور صربستان است. وی سابقه حضور در المپیک ۲۰۲۴ پاریس را دارد.
از افتخارات وی می‌توان به کسب مدال برنز مسابقات قهرمانی کشتی جهان ۲۰۲۳ اشاره کرد. 

## فعالیت حرفه‌ای

### قهرمانی کشتی جهان ۲۰۲۳
تیبیلوف در وزن ۶۳ کیلوگرم کشتی فرنگی قهرمانی کشتی جهان ۲۰۲۳ بلگراد شرکت کرد، او در مسابقه‌های اول تا سوم مایربک سلیموف از لهستان، ایمان محمدی از ایران و ایوان لایزتویچ از کرواسی را شکست داد اما در نیمه نهایی به مراد ممدوف از آذربایجان باخت و به دیدار رده‌بندی رفت. وی در دیدار رده‌بندی هراچیا پوغوسیان از ارمنستان را شکست داد و مدال برنز را بدست آورد.